# Kiskiminetas River
Der Kiskiminetas River ist ein 43 Kilometer langer Nebenfluss des Allegheny River im Südwesten des US-Bundesstaates Pennsylvania. Er durchfließt die Countys Westmoreland, Indiana sowie Armstrong und entwässert ein Gebiet von rund 4887 Quadratkilometer.

## Verlauf
Der Fluss entsteht durch den Zusammenfluss von Loyalhanna Creek und Conemaugh River bei Saltsburg. Er fließt meist in nordwestliche Richtung vorbei an Avonmore, Apollo, Oklahoma, Vandergrift, Hyde Park und Leechburg. Bei Freeport mündet der Fluss schließlich in den Allegheny River. Wichtigster Nebenfluss ist der Blacklegs Creek.